# Malaja Pura
La Malaja Pura (in russo Малая Пура?) è un fiume della Russia siberiana orientale, affluente di sinistra della Pura (bacino idrografico del mare di Kara). Scorre nel Tajmyrskij rajon del Territorio di Krasnojarsk.
Ha origine e scorre per l'intero corso nella parte nord-occidentale del bassopiano della Siberia settentrionale, il corso è dapprima in direzione orientale, poi sud-orientale. Sfocia nella Pura a 59 km dalla foce. La sua lunghezza è di 208 km; il bacino è di 2 340 km². Il fiume attraversa regioni assolutamente remote e spopolate, senza incontrare alcun centro abitato in tutto il suo percorso. Il bacino si trova nella zona del permafrost.